# Железная бригада

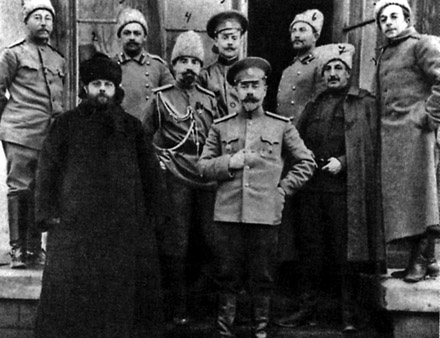
Командир 4-й стрелковой бригады генерал-майор Деникин (в центре) со своим штабом. Осек, 21 декабря 1914 года

4-я стрелковая бригада — стрелковое формирование армейской пехоты Русской императорской армии. 
Бригада получила неофициальное наименование «Желе́зная брига́да» после русско-турецкой войны 1877—1878 годов, в ходе которой она принимала участие в наиболее трудных боевых действиях (переправа через Дунай у Зимницы, Забалканский поход Передового отряда генерала Гурко, выручка Шипки и пр.), проявив доблесть в борьбе с превосходящими силами турок и природой. Повторное наименование «железной» бригада получила во время Первой мировой войны за стойкость и безупречное выполнение задач командования.

## История
31 августа 1870 года руководством Военного ведомства России было принято решение из действующих стрелковых батальонов пехотных дивизий Русской армии сформировать 8 отдельных соединений и присвоить им наименования:
- Гвардейская стрелковая бригада;
- 1-я стрелковая бригада;
- 2-я стрелковая бригада;
- 3-я стрелковая бригада;
- 4-я стрелковая бригада;
- 5-я стрелковая бригада;
- Кавказская стрелковая бригада;
- Туркестанская стрелковая бригада.

В дальнейшем сформировывались и другие стрелковые бригады.
В состав 4-й стрелковой бригады вошли 13, 14, 15 и 16-й стрелковые батальоны, в 1888 году переформированные в двухбатальонные стрелковые полки.
4-я стрелковая бригада приняла участие в Русско-турецкой войне 1877—1878 годов, Китайском походе, Русско-японской войне и Первой мировой войне. На период войны с Японией бригада была развёрнута в дивизию, после чего свёрнута обратно в бригаду. В апреле 1915 года бригада была вновь развёрнута в дивизию.

## Первая мировая война
До начала Великой войны 4-я «Железная» бригада входила в 8-й армейский корпус Одесского военного округа. С началом войны бригада вошла в состав 8-й армии генерала А. А. Брусилова (Юго-Западный фронт).

### 1914
3 сентября 1914 года, в разгар Галицийской битвы, командиром бригады был назначен Антон Иванович Деникин.
Вступив в командование бригадой 6 сентября, Деникин сразу же добился заметных успехов. Бригада приняла участие в бою у Гродека, по результатам которого Деникин был награждён Георгиевским оружием.
После того, как 8-я армия завязла в позиционной войне, 24 октября 1914 года Деникин, заметив слабость обороны противника, без артиллерийской подготовки повёл бригаду в наступление и взял село Горный Лужек, где находился штаб группы эрцгерцога Иосифа, причём сам эрцгерцог спешно эвакуировался. В результате открылось направление для наступления на шоссе Самбор — Турка. «За смелый манёвр» Деникин был награждён орденом Святого Георгия 4-й степени.
В ноябре 1914 года «Железная бригада» в ходе выполнения боевых задач в Карпатах захватила город и станцию Мезоляборч. При численности самой бригады в 4000 штыков было захвачено «3730 пленных, много оружия и военного снаряжения, большой подвижной состав с ценным грузом на железнодорожной станции, 9 орудий», при этом собственные потери составили 164 убитых и 1332 раненых и вышедших из строя. Однако в целом операция в Карпатах оказалась неудачной, и Деникин за свои действия получил лишь поздравительные телеграммы от Николая II и Брусилова.

### 1915 год
В феврале 1915 года Железная бригада, направленная на помощь сводному отряду генерала А. М. Каледина, овладела рядом командных высот, центром позиции противника и деревней Лутовиско, захватив свыше 2000 пленных и отбросив австрийцев за реку Сан.
9 июля 1915 года 4-я стрелковая бригада была развёрнута в дивизию.
В ходе боев 17—23 сентября 1915 года в условиях общего отступления русской армии дивизия по приказу Деникина неожиданно перешла в наступление, взяв город Луцк и захватив в плен 158 офицеров и 9773 солдата.
В октябре, в ходе Чарторыйской операции, 4-я стрелковая дивизия, выполняя задачу командования, форсировала Стырь, взяла Чарторыйск и заняла плацдарм шириной 18 км и глубиной 20 км, чем отвлекла на себя значительные силы противника. 22 октября был получен приказ отступить на исходные позиции.

### 1916
Дивизия под командованием А.И. Деникина в составе XL корпуса 8-й армии принимала участие в Брусиловском (Луцком) прорыве 1916 года. В первый же день наступления 23 мая (4 июня) дивизия прорвала все 3 линии 1-й полосы австрийских укреплений, а 25 мая (6 июня) повторно взяла город Луцк. Только за первые 3 дня операции дивизия взяла в плен 268 офицеров и 11300 нижних чинов, захватила в качестве трофеев 29 орудий, 40 пулемётов и другую военную добычу. 
В ходе дальнейших боёв под Луцком Железной дивизии противостояла германская «Стальная» дивизия. В течение четырех дней немцы атаковали русские позиции после ожесточенного артобстрела. Однажды утром немцы подняли плакат с надписью: «Ваше русское железо не хуже нашей германской стали, а все же мы вас разобьем». Русские стрелки ответили: «А ну, попробуй!». После 42 атак германская дивизия утратила боеспособность. Всего в ходе боев 10-й армейский корпус германцев, в который входила «Стальная» дивизия, потерял более 3/4 офицерского состава и свыше половины нижних чинов.
Осенью 1916 года дивизия под командованием генерала С. Л. Станкевича в составе XL корпуса Особой армии участвовала в наступлении Юго-Западного фронта.

### 1917
К январю 1918 года 4-я стрелковая дивизия с приданной артиллерией, входившая в состав 26-го армейского корпуса 9-й армии, была украинизирована.

## Состав после 1888 года
- управление (штаб);
- 13-й стрелковый Генерал-Фельдмаршала Великого Князя Николая Николаевича полк, Одесса, Полковой праздник 12.08, Старшинство полка 14.08.1843[1]:
- 14-й стрелковый Генерал-Фельдмаршала Гурко полк, Одесса, Полковой праздник 06.12, Старшинство полка 06.12.1856[1];
- 15-й стрелковый Его Высочества Короля Черногорского Николая I полк, Одесса, Полковой праздник 04.11, Старшинство полка 06.12.1856[1];
- 16-й стрелковый Императора Александра III полк, Одесса, Полковой праздник 18.07, Старшинство полка 18.07.1845[1].

## Командование бригады (дивизии)
(Командующий в дореволюционной терминологии означал временно исполняющего обязанности начальника или командира. Должности начальника дивизии соответствовал чин генерал-лейтенанта, и при назначении на эту должность генерал-майоров они оставались командующими до момента своего производства в генерал-лейтенанты).

### Начальники бригады (дивизии)
- 12.09.1870 — 10.09.1877 — полковник (с 28.03.1871 генерал-майор) Цвецинский, Адам Игнатьевич
- 10.09.1877 — 12.10.1884 — полковник (с 21.11.1878 генерал-майор, с 09.10.1879 в Свите Е. И. В.) Крок, Карл Эдуардович
- 31.10.1884 — 26.02.1890 — генерал-майор Свиты (с 30.08.1886 генерал-лейтенант) барон Арпсгофен, Карл-Владимир Генрихович
- 19.03.1890 — 29.01.1891 — генерал-майор граф Ростовцев, Николай Яковлевич
- 04.02.1891 — 20.03.1895 — генерал-майор (с 01.01.1895 генерал-лейтенант) Филиппов, Владимир Николаевич
- 20.03.1895 — 28.04.1896 — генерал-майор Скугаревский, Аркадий Платонович
- 27.05.1896 — 29.02.1900 — генерал-майор Худяков, Владимир Корнеевич
- 14.03.1900 — 19.05.1900 — генерал-майор Иванов, Николай Мартынович
- 11.07.1900 — 07.02.1901 — генерал-майор (с 31.01.1901 генерал-лейтенант) Волков, Владимир Сергеевич
- 28.02.1901 — 09.03.1905 — генерал-майор Полковников, Пётр Васильевич
- 09.03.1905 — 06.07.1905 — генерал-майор Путилов, Павел Николаевич
- 28.07.1905 — 07.07.1907 — генерал-майор (с 22.04.1907 генерал-лейтенант) Всеволожский, Андрей Дмитриевич
- 07.07.1907 — 19.09.1914 — генерал-майор Бауфал, Владислав Францевич
- 19.09.1914 — 09.09.1916[11]— генерал-майор (с 11.05.1916 генерал-лейтенант) Деникин, Антон Иванович
- 09.09.1916 — 25.08.1917 — командующий генерал-майор Станкевич, Сильвестр Львович
- 28.08.1917 — хх.хх.хххх — командующий генерал-майор Батранец, Николай Леонтьевич

### Начальники штаба
Должность штаб-офицера при управлении бригады (позднее - начальника штаба бригады) была введена в 1-й — 5-й стрелковых бригадах 15 сентября 1889 года.
- 05.10.1889 — 15.03.1890 — полковник Масалов, Павел Гаврилович
- 17.03.1890 — 26.03.1891 — полковник Арбузов, Николай Михайлович
- 30.03.1891 — 09.04.1892 — подполковник (с 21.04.1891 полковник) Гейсман, Платон Александрович
- 01.07.1892 — 03.10.1895 — подполковник (с 17.04.1894 полковник) Сирелиус Леонид-Отто Оттович
- 03.10.1895 — 04.02.1898 — полковник Комар, Викентий Александрович
- 13.02.1898 — 25.09.1903 — подполковник (с 05.04.1898 полковник) Гнида, Дмитрий Иванович
- 09.10.1903 — 22.10.1904 — подполковник (с 06.12.1903 полковник) Ельшин, Александр Яковлевич
- 25.10.1904 — 01.06.1911 — подполковник (с 06.12.1905 полковник)  Вирановский, Георгий Николаевич
- 04.06.1911 — 26.06.1912 — полковник Лавдовский, Владимир Александрович
- 09.08.1912 — 02.11.1914 — полковник барон де Боде, Августин Клементьевич
- 06.12.1914 — 16.01.1915 — и. д. полковник Прокопович, Анатолий Алексеевич
- 16.01.1915 — 22.09.1915 — и. д. полковник Марков, Сергей Леонидович
- 09.10.1915 — 21.09.1916 — и. д. подполковник Гук, Георгий Карлович
- 21.09.1916 — 03.05.1917 — и. д. подполковник (с 06.12.1916 полковник) Белой, Александр Сергеевич
- 14.08.1917 — хх.хх.хххх — и. д. подполковник (с 15.08.1917 полковник) Шлидт, Генрих Иванович

### Командиры 1-й бригады
Бригадное звено командования учреждалось в соединении при его развертывании в дивизию.
В период Первой мировой войны в дивизии имелась должность только одного бригадного командира, именовавшегося командиром бригады 4-й стрелковой дивизии.
- 19.06.1905 — 09.01.1906 — генерал-майор Рыпинский, Ольгерт Викторович
- 07.08.1915 — 09.09.1916 — генерал-майор Станкевич, Сильвестр Львович
- 17.09.1916 — 13.04.1917 — генерал-майор Иванов, Иван Васильевич
- 10.05.1917 — хх.хх.хххх — генерал-майор Бирюков, Николай Павлович

### Командиры 2-й бригады
- 19.06.1905 — 05.05.1906 — генерал-майор Бауфал, Владислав Францевич

## Командиры 4-го стрелкового артиллерийского дивизиона (бригады)
Дивизион сформирован 5 сентября 1895 года. 21 сентября 1915 года к нему присоединен 2-й (бывший 102-й) артиллерийский дивизион, вместе они составили 4-ю стрелковую арт. бригаду.
- 01.10.1895 — 13.03.1899 — полковник Невадовский, Дмитрий Иванович
- 30.12.1899 — хх.хх.1905[14] — полковник Туцевич, Владимир Казимирович
- 08.06.1905[15] — 22.01.1907 — полковник Котовский, Андрей Пантелеймонович
- 22.01.1907 — 12.09.1911 — полковник Джанелидзе, Василий Николаевич
- 12.09.1911 — 11.11.1914 — полковник Агапеев, Сергей Иванович
- 11.11.1914 — 27.01.1916[16] — подполковник (с 18.04.1915 полковник) Шкадышек, Михаил Фёдорович
- 06.11.1915 — хх.хх.хххх — полковник (с 26.09.1916 генерал-майор) Марков, Пётр Алексеевич

## Известные военнослужащие бригады
- Бетлинг, Виктор Эдуардович
- Тимотиевич, Иван Иванович, рядовой. Впоследствии советский военачальник, генерал-лейтенант артиллерии (1944)
- Шкарупа, Тимофей Ефремович, подпрапорщик, затем штабс-капитан 14-го стрелкового полка, — полный Георгиевский кавалер
- Тимановский, Николай Степанович, командир 3-й роты в составе 13-го стрелкового полка (1914), с 1915 командир 2-го батальона 13-го стрелкового полка.